# Yuga-eup
Yuga-eup (koreanska: 유가읍) är en köping i landskommunen Dalseong-gun i provinsen Daegu, i den centrala delen av Sydkorea, 250 km sydost om huvudstaden Seoul.